# Gare de Georgetown
La gare de Georgetown est une gare ferroviaire à Georgetown, une communauté à Halton Hills en Ontario. Elle est desservie par des trains de banlieue de la ligne Kitchener, ainsi que le train de Via Rail Canada entre Toronto et Sarnia. La gare est également desservie par des autobus de GO Transit et des bus de transport adapté de Halton Hills. La gare est située sur Queen Street, juste à l'ouest de Mountainview Road.

## Situation ferroviaire
La gare est située à la borne 23,5 milles (37,8 km) de la subdivision Halton du Canadien National, entre les gares d'Acton et Mount Pleasant.
La ligne passe dans la campagne au nord-ouest de la gare de Mount Pleasant, en passant par des champs et une mine d'agrégats. Après avoir traversé la rivière Credit, la ligne entre dans Georgetown et traverse d'anciens quartiers industriels et résidentiels. À la gare de Georgetown, les trains sortent de la ligne principale et entrent dans une gare de triage au nord de l'ancien bâtiment de la gare. Des quais et des passages souterrains relient ces voies de triage à la gare historique, ainsi qu'au stationnement et aux bus correspondants.
Les quatre trains qui continuent vers Kitchener sortent de l'extrémité ouest de ce triage et rejoignent à la ligne principale. Avant que Metrolinx n'achète ce segment de la ligne, des retards pouvaient survenir car l'équipe devait communiquer par radio avec les répartiteurs du chemin de fer Goderich & Exeter pour s'assurer que la ligne était dégagée. Maintenant que Metrolinx est le propriétaire de cette ligne, les retards sont minimes et le trajet dure une heure vers Kitchener. Après Georgetown, le paysage est essentiellement rural, découpé en hameaux et en zones boisées.

## Histoire

### Grand Tronc
La gare de Georgetown a été construite en 1856 par le Grand Tronc alors que la construction progressait vers l'ouest en direction de Sarnia à partir de Toronto. Lorsque les travaux sur la ligne ont commencé quelques années auparavant, il a été annoncé que ses gares ne correspondraient pas aux caractéristiques calcaires qui étaient utilisées exclusivement sur la contrepartie est de la ligne de l'autre côté de Toronto. Ce plan a été modifié après que le public a exprimé son dégoût envers la décision. Une poignée de gares de pierre ont été construites à certains endroits et l'établissement de Georgetown était l'une des communautés qui en recevrait une. Il s'agissait d'un bâtiment rectangulaire relativement simple avec un toit en pente et cinq quais avec des portes vitrées sur les murs avant et arrière du bâtiment. Les murs latéraux avaient une paire de fenêtres cintrées et quatre cheminées ornaient le toit avec une à chaque coin.
L'arrivée du chemin de fer a apporté beaucoup de prospérité à Georgetown dans les années suivantes. En 1864, Georgetown a été incorporée en tant que village et comptait une population d'environ 1 500 personnes. Le chemin de fer Hamilton & Northwestern (H&NW) a traversé Georgetown perpendiculairement à la ligne du Grand Tronc en 1878, près de l'intersection actuelle de Carruthers Road et Promenade Trail. La ligne du H&NW étaient initialement prévue de traverser le Grand Tronc à niveau, mais elle s'est heurtée à une opposition. Au lieu de cela, la ligne principale du H&NW a été surélevée le long d'un remblai à partir duquel elle emprunterait un pont pour la traverser. Moins d'un an après son ouverture, le Hamilton & Northwestern a fusionné avec son rival le Northern Railway of Canada pour former le Northern & North Western Railway. Dans neuf autres années, le Grand Tronc prendrait le contrôle du N&NW, ce qui entraînerait des changements importants dans le tracé des voies à Georgetown. Des travaux ont commencé peu de temps après pour réaménager l'ancien ligne du N&NW de manière à permettre aux trains de cette ligne de s'arrêter à la gare du Grand Tronc sans avoir à reculer sur une distance importante. Le pont a été enlevé en 1891 et un nouveau triangle de virage a été créée juste au nord de la gare en 1892.
Comme Georgetown était maintenant située à la convergence de deux lignes ferroviaires, la gare originale du Grand Tronc devenait insuffisante pour les besoins. En 1904, la structure a été fortement rénovée avec un toit beaucoup plus inclinée et une tourelle ornée à l'angle nord-est du bâtiment. Une extension de la salle des bagages a également été construite du côté ouest de la gare. Les quais ont vu leurs portes-fenêtres retirées au fil du temps et certaines ont été transformées en fenêtres, tout en conservant les arcs en plein cintre au-dessus d'elles. Le contour de ces quais et la maçonnerie qui les entoure sont quelques-uns des seuls éléments extérieurs restants après la fin des rénovations. Un château d'eau en bois a également été construit derrière la gare avec des tuyaux souterrains le reliant à une paire de bornes d'incendie à chaque côté du quai de la gare, permettant aux machines à vapeur de se remplir à l'arrêt pour les passagers.

### Canadien National
La gare commençait à connaître un déclin dans les décennies suivant la nationalisation du Grand Tronc et sa fusion avec le nouveau Canadien National en 1923. L'augmentation de la possession et de l'utilisation d'automobiles aurait un impact significatif sur l'achalandage des passagers, surtout après la fin de la Seconde Guerre mondiale. L'autoroute 401 a été achevée à travers Milton en 1960, offrant aux résidents de Georgetown un accès direct à bon nombre des mêmes communautés que le chemin de fer faisait déjà. Cependant, l'accent mis sur l'infrastructure centrée sur la voiture à cette époque a également eu pour effet de transformer Georgetown en une communauté-dortoir de Toronto, ce qui a entraîné une augmentation de la population locale. Au total, neuf trains circulant le long de l'ancien Grand Tronc se seraient arrêtés à Georgetown en 1966, dont quatre étaient des trains de voyageurs longue distance et régionaux. L'ancien H&NW avait beaucoup moins de trains du fait qu'il s'aggissait d'un embranchement secondaire qui desservait une zone principalement rurale. Le service voyageurs au nord de Georgetown a pris fin en 1960 et le dernier mouvement de fret a eu lieu en 1969. Après que le CN a demandé l'abandon du tronçon de la ligne au nord de Georgetown à Cheltenham en 1975, les voies ont été levées en 1983, à l'exception du triangle de virage de Georgetown qui est resté en place jusqu'en 1992.

### GO Transit et Via Rail
En 1974, les seuls trains qui s'arrêtaient à Georgetown était des services de banlieue qui utilisaient des voitures diesel Budd Rail automotrices économiques. Ce service a été supplanté par GO Transit en avril de la même année avec l'ouverture de ce qui est maintenant la ligne Kitchener. Le service interurbain vers Chicago est revenu lorsque l'International, un train exploité conjointement par Via Rail et Amtrak, a été dérouté par Georgetown en 1990. Ce service est suspendu en 2004 en raison d'un faible achalandage et d'une longue attente à la frontière canado-américaine.
Le 29 octobre 1990, un des trains de la ligne Georgetown a été prolongé vers Guelph, mais aucun autobus correspondant n'était pas offert vers Kitchener, qui avait exprimé son intérêt pour l'amélioration du service ferroviaire. Le prolongement est devenu un candidat évident pour les coupes lorsque le gouvernement néo-démocrate a été contraint de réduire les subventions de GO Transit en 1993.
Malgré tout, les demandes ne cessaient pas d'augmenter avec la population en pleine croissance dans le secteur. Le 29 janvier 2000, GO Transit a ajouté un cinquième aller-retour entre Bramalea et Union, avec des liaisons en bus vers Georgetown. En avril 2002, une révision majeure du service a été effectuée, ajoutant des trains de midi entre Union et Bramalea, avec des liaisons en bus entre Brampton et Georgetown. En septembre 2004, un train du matin en provenance de cette gare a été converti en un service express, ne s'arrêtant qu'à Brampton, Bramalea et Union.
Au début de 2011, Metrolinx a annoncé que le service serait prolongé de Georgetown à Kitchener. Deux trains auparavant à partir de Georgetown feraient plutôt escale dans une nouvelle installation d'escale temporaire à Kitchener près des voies ferrées principales.
Le 24 septembre 2014, Metrolinx a annoncé qu'elle avait acheté le tronçon entre Georgetown et Kitchener pour 76 millions de dollars. Cela a permis à l'agence provinciale de planifier le prolongement de deux autres trains aux heures de pointe jusqu'à Kitchener. Le CN continue cependant de posséder le tronçon entre Georgetown et Bramalea. Ceci et le fait que la ligne est restreinte par le développement et qu'il est peu probable qu'elle soit élargie au-delà de deux voies signifiait que ce tronçon resterait un goulot à moins que des mesures extraordinaires, comme un contournement de fret entre Miton et Bramalea, ne soient envisagées.
En septembre 2021, Metrolinx a annoncé le lancement d'un projet pilote prolongeant un seul train vers l'ouest de Kitchener à London, desservant des arrêts à Stratford et à St-Marys.

## Service aux voyageurs

### Accueil
La gare de Georgetown est une gare sans personnel. Les passagers de GO Transit peuvent acheter un billet et recharger leur carte Presto aux distributeurs automatiques. Les cartes de crédit et les portefeuilles mobiles sont acceptées aux valideurs de GO Transit depuis août 2022. Les passagers de Via Rail doivent acheter un billet sur le site web, sur l'application mobile, ou par téléphone. Aucun service d'enregistrement de bagages n'est offert à cette gare.
La gare est équipée d'une salle d'attente, des toilettes, de Wi-Fi, d'un débarcadère, d'un téléphone payant, d'un guichet automatique bancaire, des abris de quai chauffés, et d'un stationnement incitatif. Le stationnement incitatif se dote des places réservées et d'une aire de covoiturage. L'ensemble de la gare est accessible aux fauteuils roulants.
La carte Presto n'est pas acceptée pour un trajet au-delà de la gare de Kitchener. Les passagers qui prennent un train vers Stratford, St-Marys ou London doivent acheter un billet sur le site web de GO Transit, et valider le billet dans leur téléphone cellulaire.

### Desserte
Les trains de la ligne Kitchener desservent la gare toutes les heures en semaine, sauf les heures de pointe en sens inverse. La ligne de bus 31 dessert la gare pour le trajet entre Toronto et Guelph lorsque le train n'est pas en service, et la ligne 33 relie entre North York de Toronto et l'Université de Guelph.

### Intermodalité

#### GO Transit
- 31 Georgetown (tous les jours)
  - Direction est vers la gare Union de Toronto
  - Direction ouest vers l'Université de Guelph
- 33 Guelph / North York (lundi au vendredi)
  - Direction est vers le terminus York Mills
  - Direction ouest vers l'Université de Guelph

#### Transport adapté
ActiVan de la ville d'Halton Hills est un service de transport adapté destiné aux personnes âgées de 65 ans et plus et aux personnes handicapées résidant à Halton Hills. Le service est offert du lundi au vendredi, de 7h30 à 18h, et samedi et dimanche, de 8h à 16h. Aucun service n'est offert les jours fériés. La réservation se fait en ligne ou par téléphone.